# Station Aalestrup
Station Ålestrup (ook geschreven als Station Aalestrup) was een station in Ålestrup, Denemarken en lag aan de lijnen Hobro - Løgstør en Viborg - Ålestrup. Beide lijnen waren aangelegd door de DSB.
Op 15 juli 1893 werd station Ålestrup geopend als stopplaats langs de spoorlijn van Hobro naar Løgstør. Op 15 september van dat jaar kwam ook de spoorlijn van Viborg naar Ålestrup gereed. Station Ålestrup had een aantal opstelsporen en drie perronsporen. Tevens waren er een draaischijf en een locomotiefloods. Het stationsgebouw was ontworpen door Thomas Arboe.
Het reizigersvervoer tussen Viborg en Ålestrup werd op 30 mei 1959 beëindigd. Op 21 mei 1966 gebeurde hetzelfde op de spoorlijn tussen Hobro en Løgstør, en station Ålestrup werd opgeheven. Er bleven nog wel goederentreinen op beide spoorlijnen rijden.
In 1970 werden de sporen tussen Hobro en Ålestrup opgebroken. Tussen Viborg en Løgstør hield het goederenvervoer het nog vol tot 1999; de sporen werden uiteindelijk in 2006 opgebroken en de oude spoorlijn werd omgevormd tot een fietspad.
Het stationsgebouw is bewaard gebleven.